# Cratere Goethe
Goethe è un cratere d'impatto presente sulla superficie di Mercurio, a 81,51° di latitudine nord e 53,83° di longitudine ovest. Il suo diametro è pari a 317,17 km.
Il cratere è dedicato al poeta e drammaturgo tedesco Johann Wolfgang von Goethe. A suo volta la planitia diede per un breve periodo il nome alla maglia H-1, precedentemente nota come Borea e attualmente come Borealis.